# 現金回饋網站
現金回饋網站（cashback website）是一種獎勵網站，該網站的會員通過點擊該網站所提供的特定零售商網址鏈接而進行購買商品和服務，網站會員可以賺取一定比例的金錢

## 現金回饋網站
- MixerBox開心倍：現金回饋最高40% （页面存档备份，存于）(中文 台灣)
- ShopBack曉寶返現 （页面存档备份，存于）(中文 台灣)
- 購有錢GoYoMoney （页面存档备份，存于）(中文 台灣)
- BigGo 比個夠- 搜尋比價現金回饋 （页面存档备份，存于）(中文 台灣)
- RE紅包 史上最好用的現金回饋APP （页面存档备份，存于） RE紅包 (中文 台灣)
- Screea 團團賺 （页面存档备份，存于） (中文/英文 現:台灣 原包括:中國、南非、澳洲、菲律賓、泰國)
- Rakuten （页面存档备份，存于） (英文 美國)
- Topcashback （页面存档备份，存于） (英文 美國)